# Halászi, Győr-Moson-Sopron
Halászi  este un sat în districtul Mosonmagyaróvár, județul Győr-Moson-Sopron, Ungaria, având o populație de 3.045 de locuitori (2011). 

## Demografie
Componența etnică a satului Halászi
     Maghiari (95%)
     Germani (3,89%)
     Necunoscut (0,38%)
     Alții (0,73%)
Componența confesională a satului Halászi
     Romano-catolici (68,24%)
     Fără religie (4,11%)
     Necunoscută (25,32%)
     Alte religii (2,56%)
Conform recensământului din 2011, satul Halászi avea 3.045 de locuitori. Din punct de vedere etnic, majoritatea locuitorilor (95,0%) erau maghiari, cu o minoritate de germani (3,89%). Apartenența etnică nu este cunoscută în cazul a 0,38% din locuitori.  Din punct de vedere confesional, majoritatea locuitorilor (68,24%) erau romano-catolici, cu o minoritate de persoane fără religie (4,11%). Pentru 25,32% din locuitori nu este cunoscută apartenența confesională.